# Hans Scheepmaker
Hans Scheepmaker (Leidschendam, 15 maart 1951 – Den Haag, 1 augustus 2020) was een Nederlandse televisie- en filmregisseur en -producent.

## Loopbaan
Scheepmaker studeerde in 1974 af op de opleiding Grafische & Typografische Vormgeving aan de Koninklijke Academie van Beeldende Kunsten in Den Haag. In 1980 studeerde hij af aan de Nederlandse Film en Televisie Academie voor regie, scenario en montage. Vlak voor zijn afstuderen was hij in 1979 de assistent van regisseur Wim Verstappen voor de speelfilm Grijpstra & De Gier. In 1984 maakte Scheepmaker zijn eigen filmdebuut als regisseur met de speelfilm Moord in extase, naar het boek van Appie Baantjer. De film betekende voor Manouk van der Meulen haar doorbraak.
Twee jaar lang regisseerde hij samen met Dae-hie Kim de oorlogsfilm Field of Honor. Na deze speelfilms hield Scheepkamer zich vooral bezig met het regisseren en produceren van televisiedrama. Medio 1993 regisseerde hij enkele afleveringen van de comedyserie Flodder. In de jaren die volgden regisseerde hij nog diverse afleveringen. Eind 1993 gaf hij leiding aan de opstart van de publieke tv-soap Onderweg naar Morgen (ONM), waar hij uiteindelijk tot 1995 bleef werken. Na zijn vertrek accepteerde hij een baan bij de tv-soap Goudkust. Scheepmaker was twee jaar lang verantwoordelijk voor de buitenopnamen.
Na Goudkust regisseerde hij enkele afleveringen van de tv-series Unit 13 en Combat. Voor Endemol regisseerde hij eind jaren negentig de dramaseries Baantjer, De geheime dienst en Westenwind. Na 2000 regisseerde hij afleveringen van Costa!, Ernstige Delicten en het familiedrama De Erfenis. Na De Erfenis vertrok hij bij Endemol en ging hij verder als freelancer. Voor NL Film & Televisie regisseerde hij de comedyserie Samen en de regionale dramaserie Van Jonge Leu en Oale Groond. Ook regisseerde hij Voetbalvrouwen en SpangaS.

## Overlijden
Hans Scheepmaker overleed op 1 augustus 2020, nadat hij bij zijn woning was aangevallen door een zwerm wespen en meer dan honderd keer werd gestoken.